# Jason Lee
Jason Michael Lee, ameriški filmski igralec, * 25. april 1970, Orange County, Kalifornija, ZDA.
Lee je začel kariero kot poklicni rolkar v poznih osemdesetih in zgodnjih devetdesetih. Njegovi najbolj znani triki so bili 360 kickflipi, kickflip backside tailslidei, in Japan airi. Bil je so-ustanovitelj podjetja Stereo skateboards (skupaj s Chris Pastrasom), ki sta ga ponovno obudila po večletnem nedelovanju leta 2004. Bil je tudi eden prvih poklicnih rolkarjev, ki so imeli svoj model superg in njegov del v legendarnem rolkarskem videu podjetja Blind skateboards Video Days pa ostaja zelo vpliven še dandanes (še posebej izstopa njegov lahkoten slog). Nasplošno ga pojmujemo kot enega izmed najvplivnejših in najinovativnejših rolkrajev devetdesetih, če ne kar vseh časov.
Leejeva odločitev, da se posveti igranju, je rolkarski svet izredno presenetila. Njegova prva večja vloga je bila v filmu Kevina Smitha Mallrats, ki je postal kultni hit. Lee je ostal Smithov dober prijatelj in se je tako pojavil v večini njegovih filmov: Chasing Amy, Dogma, in Jay and Silent Bob Strike Back. Stranske vloge je igral v Enemy of the State, Almost Famous, Vanilla Sky, Dreamcatcher, in Jersey Girl.